# André Louis Gaspard Michaud
André Louis Gaspard Michaud, auch Gaspard Michaud (* 7. Dezember 1795 in Sornac; † 4. April 1880 in Lyon) war ein französischer Malakologe und Conchylien-Sammler.

## Leben
Er war der Sohn eines Lehrers am Lyzeum in Ussel (Corrèze), der sein Interesse für Naturkunde weckte. Er war ein sehr guter Schüler und an die Ecole Normale Superieure zugelassen, als sein Vater 1813 starb und er zum Unterhalt der Familie in die französische Infanterie eintrat, wo er  bei der Belagerung von Metz 1814/15 zweimal verwundet wurde. 1820 wurde er Adjutant und 1837 Capitaine-Adjudante-Major. Ab 1815 begann er Conchylien zu sammeln und 1828 begann er wissenschaftlich über Mollusken zu publizieren, speziell terrestrische (zum Beispiel aus Algerien) und später fossile Mollusken (Miozän des Beckens von Hauterives). Mit der Zeit wuchs sein Ansehen als Malakologe, so dass er nicht zuletzt deswegen 1839 Ritter der Ehrenlegion wurde. 1844 verließ er die Armee, erwarb mit 50 Jahren sein Bakkalaureat und wurde Lehrer an einer von seinem Bruder Damaze gegründeten Schule in Sainte-Foy-lès-Lyon. Außerdem war er städtischer Angestellter und im Büro für Wohltätigkeit der Stadt Sainte-Foy-lès-Lyon.
Sein Hauptwerk ist das Komplement zur Histoire naturelle des Mollusques terrestres et fluviatiles de la France (von 1805) von Jacques Philippe Raymond Draparnaud, das 1831 erschien. Er erstellte es auf Anregung des Malakologen Jean Pierre Sylvestre Grateloup (1782–1861) aus Montpellier. Die Lithographien stammten von seinem Freund, dem Malakologen Ange Paulin Terver. 1835 veröffentlichte er mit Valéry Louis Victor Potiez (1806–1870) einen Katalog der Mollusken im Museum von Douai.
Ein Großteil seiner Sammlung (die 30.000 Exemplare umfasste) ist im Naturkundemuseum von Lyon. Er erstbeschrieb zahlreiche Arten und Gattungen.
Er war Ehrenmitglied der belgischen malakologischen Gesellschaft, Mitglied der Académie de Nîmes, der Académie des sciences arts et belles lettres de Mâcon, der Akademien von Bordeaux und Metz, der Linné-Gesellschaften von Lyon, Paris, Bordeaux, und der Société d’horticulture de l’Hérault.

## Schriften
- Complément de l’Histoire naturelle des mollusques terrestres et fluviatiles de la France, de J. P. R. Draparnaud. Paris, Strasbourg, Lyon und Verdun-Meuse: Lippmann 1831
- Catalogue des Testacés vivans, terrestres et fluviatiles envoyés d’Alger par M. Rozet, au cabinet d’Histoire naturelle de Strasbourg. Notice présentée à la société d’Histoire naturelle de la même ville, Mémoires de la Société d’Histoire naturelle de Strasbourg, 1, 1830–1833
- mit V. Potiez: Galerie des mollusques, ou Catalogue méthodique, descriptif et raisonné, des mollusques et coquilles du muséum de Douai. Paris: J. B. Baillière 1838–1844[2]